# Sistema di Giove
In astronomia, si suole indicare come sistema di Giove la regione di spazio del sistema solare dominata dall'influenza gravitazionale del pianeta Giove, ed occupata dai suoi satelliti naturali, dai suoi anelli planetari ed eventualmente dalla sua magnetosfera.

## Dimensioni
Le dimensioni della sfera d'influenza gravitazionale gioviana sono date dal raggio di Hill del sistema Giove-Sole, secondo la formula:
{\displaystyle r_{Hill}=a{\sqrt[{3}]{\frac {m_{G}}{3M_{S}}}}=53\,153\,855\,km.}
Entro le incertezze dovute alla presenza degli altri oggetti principali del sistema solare, specialmente Saturno, e alle variazioni periodiche della distanza Giove-Sole dovute all'eccentricità dell'orbita gioviana, questo raggio delimita la regione di spazio entro la quale l'attrazione gravitazionale esercitata da Giove risulta predominante rispetto a quella del Sole. Tutti i corpi celesti che si trovano stabilmente all'interno della sfera di Hill di Giove sono in orbita zenocentrica.

## Struttura
Il sistema di Giove si compone di:
- Giove
- Satelliti naturali di Giove
- Anelli di Giove

Altri oggetti possono intersecare periodicamente o meno il sistema di Giove, senza tuttavia rimanere gravitazionalmente legati al gigante gassoso per via della loro elevata velocità iniziale. È il tipico caso di alcune comete, come la celeberrima Shoemaker-Levy 9, la prima ad essere osservata durante la sua caduta su un pianeta.

### Oggetti principali
Segue un prospetto dei dieci oggetti principali del sistema di Giove, in ordine di massa.
| Oggetto    | Oggetto  | Distanza da Giove | Diametro   | Massa           | Massa  | Scoperta  |
| ---------- | -------- | ----------------- | ---------- | --------------- | ------ | --------- |
| Sol V      | Giove    | -                 | 142 984 km | 1,899 × 1027 kg | 1000   | Antichità |
| Giove III  | Ganimede | 1 070 412 km      | 5 262 km   | 150 × 1021 kg   | 0,0790 | 1610      |
| Giove IV   | Callisto | 1 882 709 km      | 4 821 km   | 110 × 1021 kg   | 0,0579 | 1610      |
| Giove I    | Io       | 421 700 km        | 3 643 km   | 89 × 1021 kg    | 0,0469 | 1610      |
| Giove II   | Europa   | 671 034 km        | 3 122 km   | 48 × 1021 kg    | 0,0253 | 1610      |
| Giove VI   | Imalia   | 11 432 435 km     | 170 km     | 6,7 × 1018 kg   | 0,0000 | 1904      |
| Giove V    | Amaltea  | 181 170 km        | 168 km     | 2,1 × 1018 kg   | 0,0000 | 1892      |
| Giove XVI  | Tebe     | 221 700 km        | 98 km      | 1,5 × 1018 kg   | 0,0000 | 1979      |
| Giove VII  | Elara    | 11 683 115 km     | 86 km      | 0,87 × 1018 kg  | 0,0000 | 1905      |
| Giove VIII | Pasife   | 24 094 770 km     | 60 km      | 0,30 × 1018 kg  | 0,0000 | 1908      |

## Esplorazione
Diverse sonde interplanetarie di fabbricazione umana hanno attraversato il sistema di Giove, a partire dall'inizio dell'era spaziale; si tratta della Pioneer 10, della Pioneer 11, della Voyager 1 e della Voyager 2.
Le sonde Ulysses, sviluppata per lo studio del Sole, Cassini, progettata per entrare stabilmente nel sistema di Saturno,  e New Horizons, sviluppata per lo studio di Plutone, hanno attraversato lungo il proprio itinerario il sistema gioviano, per sfruttare l'effetto di fionda gravitazionale dovuto al passaggio ravvicinato con Giove.
A queste si aggiungono naturalmente tutte le sonde designate specificamente per lo studio del pianeta Giove: Galileo e Juno.